# Otrar
Otrar ou Otyrar (kazakh : Отырар kk; vieux turc : 𐰚𐰭𐱃𐰺𐰢𐰣 / Keñü Tarman), également appelée Farab, est une ville fantôme du sud du Kazakhstan, située sur le Syr-Daria.
Le site a fait partie de la liste indicative au patrimoine mondial de l'Unesco à partir de 1998 et en a été retiré en 2021.
Farab est également le nom d'un des trois postes-frontières entre l'Ouzbékistan et le Turkménistan actuellement en service. Ce poste est situé entre Türkmenabat et Boukhara.

## Histoire

### Des Achéménides aux Samanides
L'histoire de la ville remonte à l'époque de l'empire achéménide, où elle était connue sous le nom de Parab. Le nom d'origine vieux perse Pārāb (dans Hudud ul-'alam) ou Fārāb (également Fāryāb et Pāryāb), est un toponyme persan courant qui signifie « terres irriguées par le détournement de l'eau d'une rivière ». (Fāryāb) est également le nom d'une province du nord de l'Afghanistan,.
Selon les archives Chinoises, du Ier siècle avant J.-C. au Ve siècle après J.-C. la région ou se situe Parab fait partie d'un état nommé Kangju qui est centré sur le Syr-Daria, également connu sous le nom de fleuve Kang. La capitale de cet état se trouve a l'emplacement de l'actuelle ville de Bityan, ou dans ses environs. Après avoir été soumis par plusieurs vagues d'envahisseurs, le Kangju s'effondre et se disloque en plusieurs États indépendants, situés principalement dans la vallée du Syr-Daria et de ses affluents Keles et Atysi. C'est à cette époque que le peuple du Kangjiu semble s'être turquifié, sous le nom de Kangars.
Des fouilles archéologiques menées à Otrar et dans certaines villes de l'Oasis ont permis de trouver différents types de pièces de monnaie remontant à cette période. Grâce à ces pièces, on a pus déterminée que Parab, rebaptisée Turarband, puis Otrar, est du VIe au VIIIe siècle, la capitale du petit royaume de Kangu Tarban, qui est gouverné par une dynastie locale d'origine Kangar.
Entre le IXe et le Xe siècle, diverses sources mentionnent Otrar comme étant l'une des villes de l'Ispidjab. Cela est probablement lié au fait que la ville s'est d'abord soumise aux califats omeyyade et abbasside, puis aux Samanides. Durant cette période, Otrar reste le centre d'un district qui occupe un espace « d'environ une journée de voyage dans toutes les directions », si l'on en croit les descriptions des chroniqueurs. La ville est également connue pour avoir frappé sa propre monnaie. Otrar est un centre culturel où serait né en 872 le philosophe mu'tazilite Al-Farabi, qui lui aurait donné son nom, et où prêcha Aristan-Bab, un important représentant de la culture islamique.

### Mongols et Timourides
La prospérité d'Otrar connait un coup d'arrêt avec l'invasion mongole de l'Asie centrale.

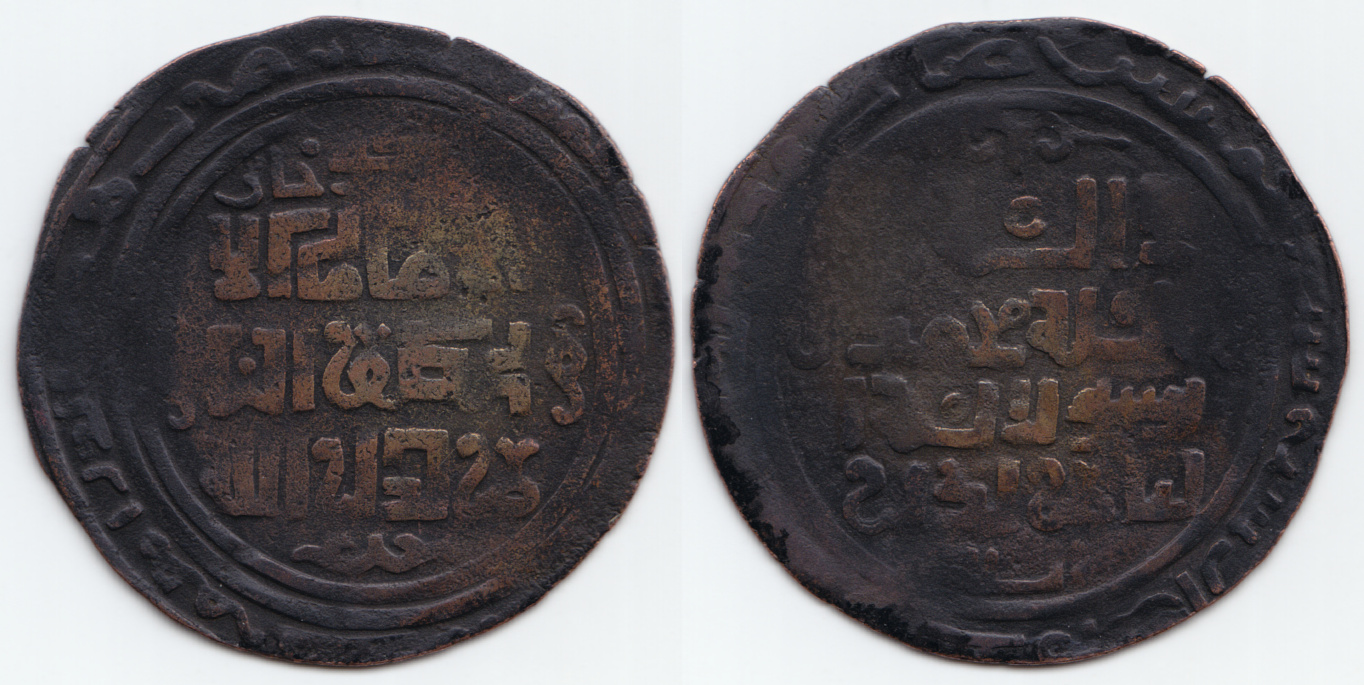
Dirhams de cuivre frappé à Otrar en 1258-1259, sous le règne du Khan Möngke.

En 1218, une caravane commerciale provenant de l'empire mongol arrive à Otrar, qui fait alors partie de l'Empire khwarezmien. Cette caravane compte environ 450 hommes, dont un ambassadeur de Gengis Khan. Le gouverneur d'Otrar, Inalchuq, qui est un oncle du sultan Ala ad-Din Muhammad, les accuse d'être des espions mongols, les arrête et, avec l'assentiment du sultan Muhammad, exécute toute la caravane.
Gengis Khan réagit en envoyant trois ambassadeurs pour demander réparation : l'un est mis à mort, les deux autres renvoyés avec le crâne rasé. Le Khan ne peut supporter ni ce défi ni cette humiliation et rassemble une immense armée de cavaliers pour envahir l'Empire Khwarazmien,. Il arrive devant les murs de la ville en 1219 et assiége Otrar pendant cinq mois. Les mongols finissent par ouvrir une brêche dans les murailles de la citée, la prendre d'assaut et exécuter Inalchuq, tout en massacrant les habitants.
De nombreuses villes de l'oasis ont également été pillées lors de cette guerre et ont été abandonnées. Cependant, la ville d'Otrar se releve de ses ruines et pendant les années de conflits incessants qui suivient la mort de Gengis Khan et les règnes de ses sucesseurs, la ville redevient un centre politique et économique important. Au milieu du XIIIe siècle, elle est redevenue un grand centre commercial sur la route entre l'Ouest et l'Est de l'Asie. Au cours de la seconde moitié du XIVe siècle, le Kazakhstan méridional est conquis par Tamerlan et intégre l'empire Timouride. En février 1405, alors que Tamerlan visite Otrar pour rassembler ses troupes avant de partir en guerre en direction du nord-est, il tombe malade et meurt dans l'un des palais d'Otrar.

### Ouzbeks, Kazakhs et Dzoungars
La mort de Tamerlan ouvre une nouvelle période de luttes et de conflits, qui s’apaisent quand le puissant khan Abû-l-Khayr réussit à réunir les princes Chaybanides habitant entre Tobol, Oural et Syr-Daria en 1429 sous un nom d'Ulus Ouzbek. Mais d'autres descendants de Gengis Khan ont également des prétentions sur la région et, pendant la majeure partie des XVIe et XVIIe siècles, une nouvelle série de conflits éclatent entre les différentes puissances qui se disputent le pouvoir sur la steppe kazakhe et la vallée du Syr-Daria, en particulier entre le khanat kazakh et les seigneurs dzoungars. Mais malgré cette situation chaotique, Otrar connait une certaine stabilité, jusqu'à ce que les Dzoungars échouent dans leur tentative de conquête du sud du Kazakhstan.
Il s'ensuivit une longue période de révoltes qui entraîne le déclin économique de la région et de ses villes. Le bras eurasien de la route de la soie perdant peu à peu de son importance, la ville en fait de même. Au cours des XVIIe et XVIIIe siècles, le système d'irrigation tombe lentement en désuétude et la partie inférieure du Temir-aryk s’assèche.
À la fin du XVIIIe siècle, il ne reste plus que 40 familles à Otrar, contre peut-être 5 000 à 7 000 entre le  XIVe et le XVIIe siècle, et la zone irriguée ne représente d'environ 5 km2 de terres cultivées[1].

## Personnalités liées à Otrar
- Moukhtar Chakhanov (né en 1942), écrivain et homme politique Kazakh